# Regard Saint-Hubert
Le regard Saint-Hubert aussi appelé ermitage Saint-Hubert est un regard situé à Villers-Cotterêts, en France.

## Description
Bâtiment de forme carrée construit entre 1520-1540 sur l'ordre de François Ier, sa façade est ornée de deux salamandres sculptées.

## Localisation
Le regard est situé dans la Forêt de Retz sur la commune de Villers-Cotterêts, département de l'Aisne.

## Historique
Le bâtiment est le regard principal des eaux recueillies aux alentours. Il se substitue à un ancien ermitage dont il reste quelques éléments en particulier des sculptures.
Il a été inscrit au titre des monuments historiques en 1970 et a fait l'objet d'une rénovation (1973).